# Stefan Wojdaliński
Stefan Wojdaliński (ur. 19 sierpnia 1899 w Lublinie, zm. 3 czerwca 1920 pod Duniłowiczami) – oficer Wojska Polskiego w II Rzeczypospolitej, kawaler Orderu Virtuti Militari.

## Życiorys
Urodził się w rodzinie Ludwika i Michaliny z Barańskich. Absolwent Szkoły Realnej Wróblewskiego w Warszawie. Należał do patriotycznych organizacji młodzieżowych, a następnie wstąpił do Polskiej Organizacji Wojskowej.
Od 20 października 1918 do 24 maja 1919 był uczniem klasy „F” Szkoły Podchorążych. 12 czerwca 1919 został mianowany z dniem 1 czerwca 1919 podporucznikiem w piechocie i przydzielony do Obozu Dęblińskiego Inspektoratu Szkół Piechoty. Później został przeniesiony do 36 pułku piechoty Legii Akademickiej na stanowisko dowódcy plutonu karabinów maszynowych. W jego szeregach walczył w wojnie polsko-bolszewickiej.
Z własnej inicjatywy walce pod Duniłowiczami na wysuniętej placówce ostrzeliwał pozycje nieprzyjaciela, zapobiegając okrążeniu wojsk polskich. Zginął na polu walki, trafiony kulą karabinową. Za bohaterstwo w walce został odznaczony pośmiertnie Krzyżem Srebrnym Orderu Virtuti Militari.

## Ordery i odznaczenia
- Krzyż Srebrny Orderu Virtuti Militari (nr 3744)